# Vysoká Asuánská přehrada
Vysoká Asuánská přehrada (arabsky السد العالي‎ [Sadd al-Ali]) je přehrada na řece Nil v Egyptě. Je druhá, novější a vyšší ze dvou stejného jména, jež byly vybudovány u Asuánu, které se nachází na prvním kataraktu řeky. Je také nazývaná Nová Asuánská přehrada. Je 480 km dlouhá a má 16 km v nejširším místě. Zabírá povrch přibližně 6000 km². Objem vody je 164 km³. Vodní plocha jí vytvořená se nazývá Násirovo jezero, pojmenované po bývalém prezidentovi Egypta (Gamál Abdel Nasser). Jezero zasahuje i na území Súdánu.

## Účel stavby
Účelem stavby bylo zabránit povodním způsobeným rozvodněním Nilu, zajistit zásobu vody pro zemědělství a pro výrobu elektrické energie. Každoroční záplavy sužovaly obyvatelstvo Egypta. Díky přehradě se stal tok Nilu regulovatelným. Původně měla řeka extrémní výkyvy průtoku vody v závislosti na zimním (srpen–leden) a letním období (únor–červen). Vysoký průtok vody (70 % celkového toku) v zimním období byl příčinou záplav. V letním období byli obyvatelé sužování obdobím sucha kvůli nízkému průtoku vody. Díky přehradě se podařilo zamezit těmto extrémním výkyvům a přehrada umožňuje zachovat stejnoměrný proud vody po celý rok. Postavení hráze ochránilo obyvatelstvo nejen před záplavami, ale Násirovo jezero skýtá dostatečnou zásobu vody, aby ochránilo zemědělskou úrodu v období sucha. Dalším účelem projektu bylo podpořit ekonomický a sociální vývoj země. Přehrada umožnila rozvoj kultury a vzdělání, industrializací země a zlepšil se také životní standard obyvatelstva. Vodní elektrárna umožnila elektrifikaci egyptského venkova (asi 4500 vesnic) a vyrobená elektřina zásobuje všechna města, včetně průmyslových podniků. V posledních 10 letech se intenzivně pracuje na projektu Toška, který má za cíl přivést vodu z jezera a vytvořit novou úrodnou půdu a místo pro rostoucí populaci Egypta.

## Dějiny stavby

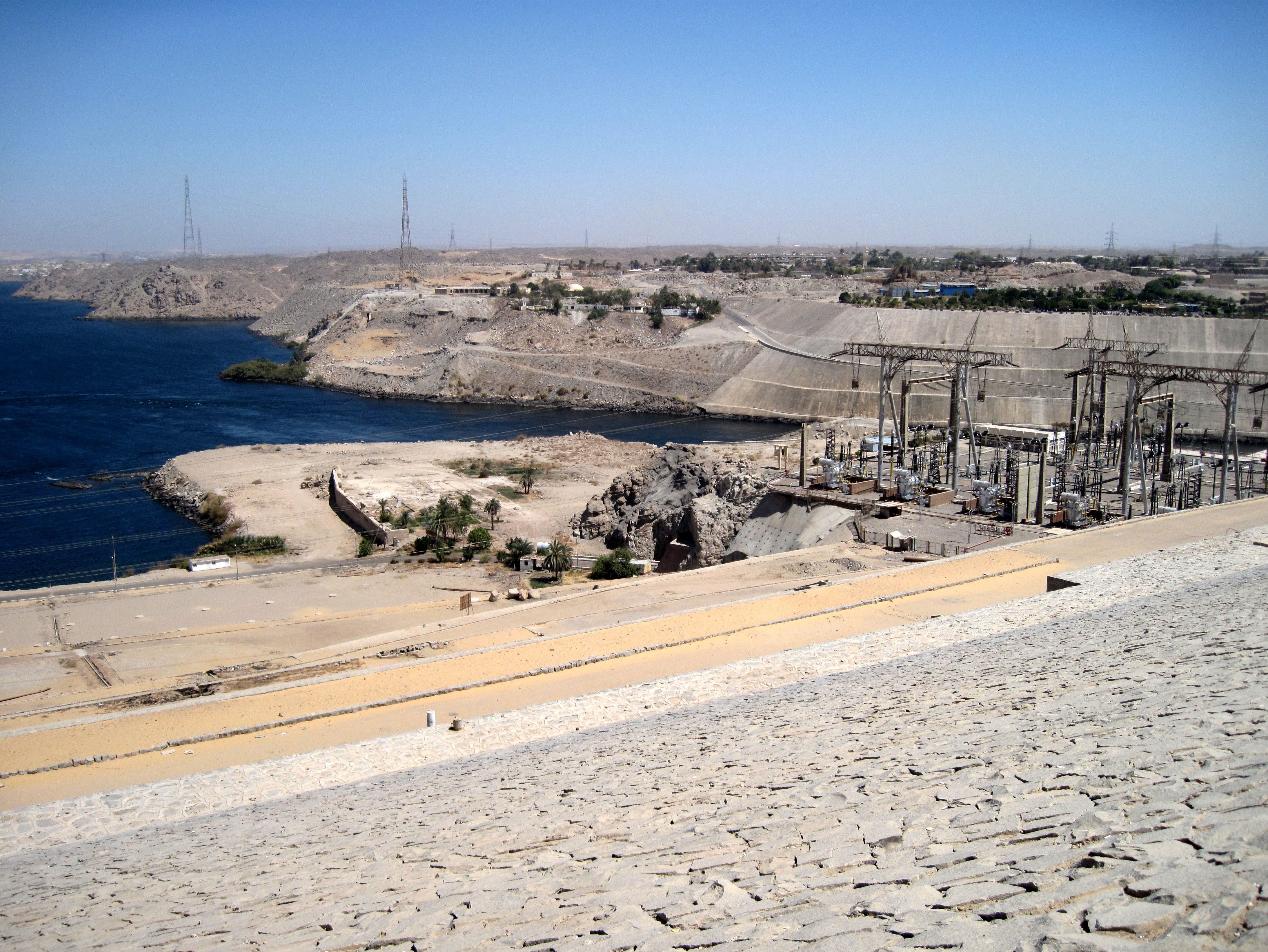
Hráz přehrady

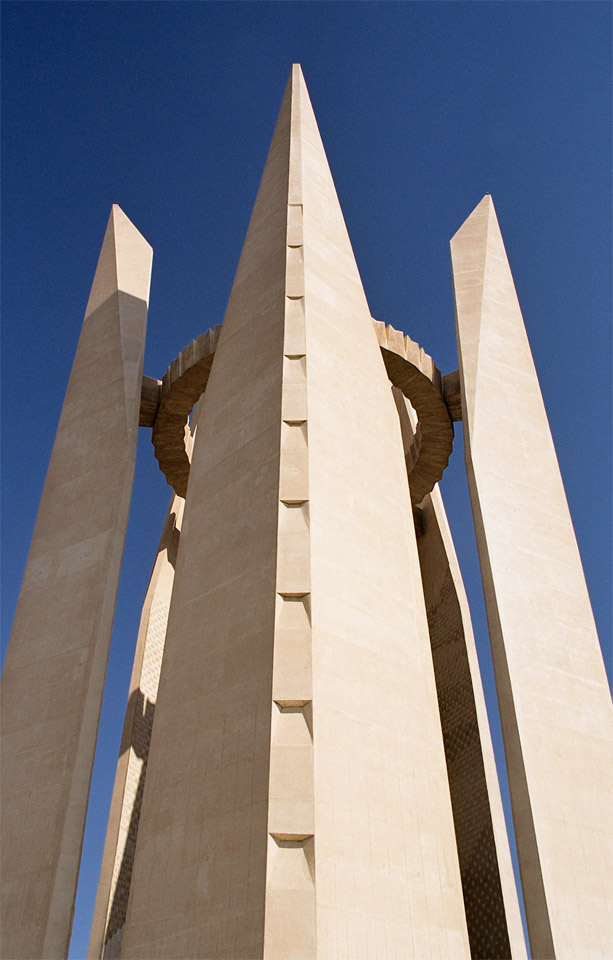
Památník Sovětsko-Egyptského přátelství

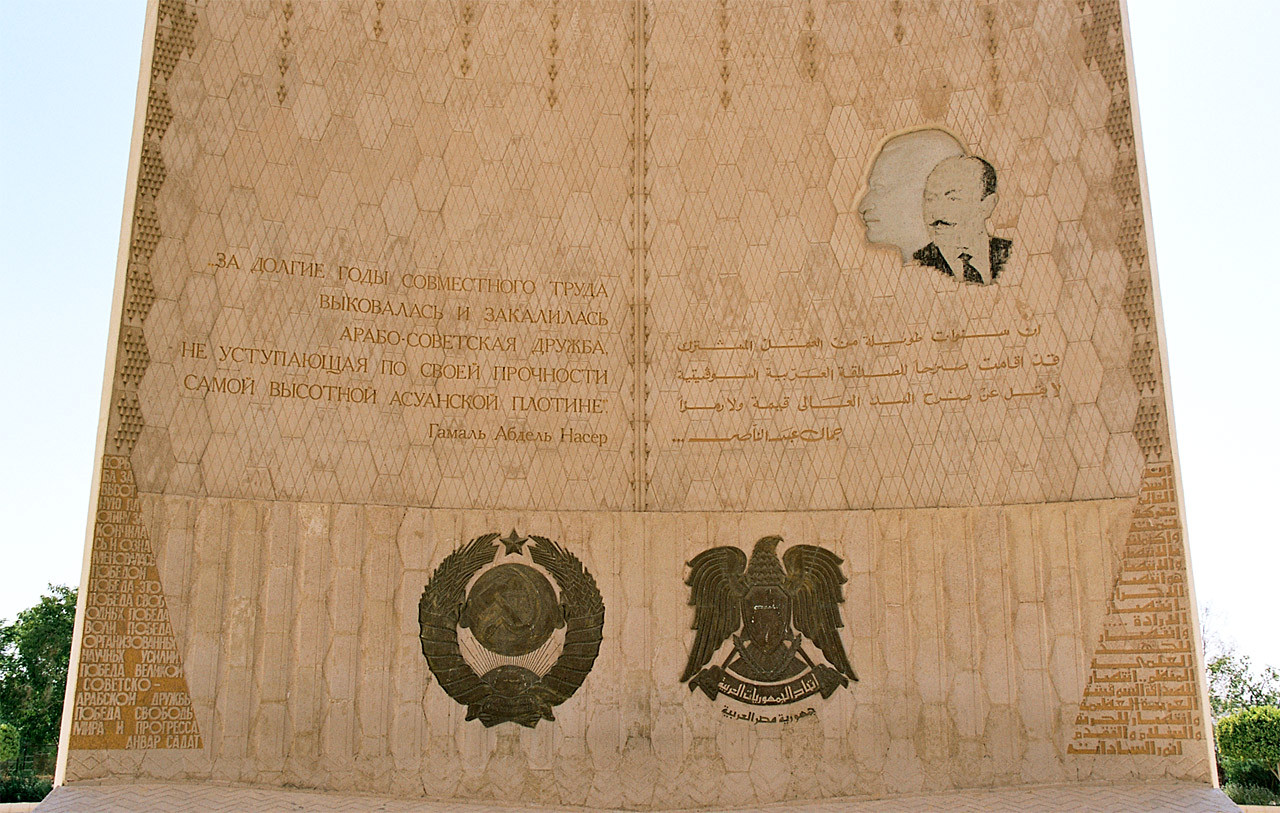
Památeční zeď - dokončení stavby vysoké přehrady

Poté, co Nízká Asuánská přehrada v roce 1946 téměř přetekla, bylo rozhodnuto o stavbě nové přehrady, neboť i druhé zvýšení hráze Nízké přehrady se míjelo účinkem. O stavbě nové přehrady, situované 6 km proti proudu od původní přehrady, bylo rozhodnuto roku 1952. Finance na stavbu měla poskytnout Světová banka, která však později na nátlak USA půjčku ve výši 270 milionů dolarů zamítla. Důvodem byla narůstající sovětsko-egyptská spolupráce, která vyvrcholila dohodou o uznání Čínské lidové republiky. Egyptský prezident Gamál Násir na situaci reagoval znárodněním Suezského průplavu s úmyslem použít výnosy k financování stavby nové přehrady. Toto rozhodnutí uvrhlo Egypt do mezinárodních problémů (viz Suezská krize). Na financování stavby se nakonec podílel Sovětský svaz, který poskytl Egyptu také stroje a přibližně 2000 inženýrů. Na stavbě se podíleli také přední světoví odborníci ze všech oblastí (stavitelství přehrad, vodní management, sociální, ekonomické a environmentální). Projektování a plánování stavby měli na starost především němečtí inženýři.
Základní kámen byl položen 9. ledna 1960 a stavba byla slavnostně ukončena 15. ledna 1971. Nádrž objemu 165 km³ se začala plnit už v průběhu stavby roku 1964 a plné kapacity přehrady bylo dosaženo až roku 1976.
Kvůli stavbě přehrady muselo být přesídleno přibližně devadesát tisíc Núbijců žijících v jejím okolí. Pro tyto obyvatele byly vyhrazeny úrodné oblasti níže po proudu řeky, kde bylo na podnět vlády vybudováno 33 nových vesnic a 25 000 domů. Přemístění lidem údajně nezpůsobilo újmu, neboť v oblastech v blízkosti přehrady nebyly příliš vhodné podmínky pro život a velký počet obyvatel proto migroval do okolních měst. Opustit své domovy byli nuceni také obyvatelé Súdánu, kde přehrada pohltila město Vádí Halfa. Stavba přehrady zasáhla nejen do života několika tisíců Egypťanů, ale ohrozila také důležité historické památky. S pomoci UNESCA byl vypracován projekt na záchranu archeologických staveb včetně chrámového komplexu Philae z ptolemaiovské doby a Abú Simbel z období Ramesse II. a stavby byly přesunuty na bezpečné místo. „Chrámy v Abú Simbel byly rozřezány na jednotlivé kvádry o hmotnosti až 30 tun a převezeny na místo ležící o 70 metrů výše. Původní místo, na kterém chrámy stály 3000 let, bylo zaplaveno vodou.“
Na stavbě přehrady zahynulo asi 500 dělníků.

## Popis
Vysoká Asuánská přehrada je tvořena sypanou hrází pyramidového tvaru z žulového kamene a jádrem z cementu a jílu. Samotná hráz je 3600 m dlouhá, šířka základny je 980 m, 40 m na hřebenu a 111 m vysoká. Obsahuje 43 milionů m³ materiálu. Je jednou z největších vodních staveb na světě. Hráz se nachází ve vzdálenosti 7 km jižně od města Asuán a 900 km od Káhiry. Přehradou může protékat až 11 000 m³ vody za sekundu. V hrázi jsou navíc další bezpečnostní přepady pro dalších 5000 m³ vody za sekundu.

### V číslech

Asuánská přehrada z vesmíru. Foto: NASA

- Celkové náklady na stavbu se odhadují na asi 500 miliónů egyptských liber.
- Na projektu se podílelo přibližně 50 000 pracovníků a stavba si vyžádala přibližné 450 životů.
- Při stavbě bylo spotřebováno 43 milionů m³ materiálu.
- Přehradní hráz má pyramidový tvar – šířka základny je 980 m, zatímco horní částí hráze měří 40 m. Hráz je vysoká 111 m nad hladinou řeky a 196 m nad hladinou moře.
- Násirovo jezero, jež vzniklo po napuštění přehrady, má objem 132 km³ (BCM), délku 500 km a šířku 35 km.
- Voda z jezera se vypouští šesti tunely o průměru 14 m a přehradou může protékat až 11 000 m³/s.
- Plocha zavlažovaného území činí 7,8 miliónů akrů. Systém zavlažovacích kanálů měří celkem 50 000 km.
- Elektrárna zahrnuje dvanáct výrobních jednotek o výkonu 175 MW. První byla uvedena do provozu 15. října 1967.
- Vysoká Asuánská přehrada ročně vyrobí 8000 GWh. Dohromady s Nízkou přehradou činí objem vyprodukované elektrické energie 10 000 GWh, což představuje 23 % veškeré energie v Egyptě.

## Přínosy
V minulosti bylo obyvatelstvo sužováno mohutnými záplavami a katastrofální dopad měla také několikaletá období sucha. Přehrada chrání deltu Nilu právě před těmito extrémními výkyvy toku řeky, který je nyní díky regulaci stálý a plynulý. Přehrada poskytuje obyvatelstvu celoroční přísun vody. Zásoba vody v Násirově jezeře je dostatečná i v obdobích sucha. Díky stavbě bylo obyvatelstvo Egypta zachráněno před hladomorem roku 1978, kdy zemi sužovala sucha. Zároveň přehrada ochránila údolí Nilu při povodních roku 1964, 1975 a 1988.
Díky regulaci vody v řece se zvýšil objem vodní dopravy směřující do Středozemního moře. Zvýšila se přeprava zboží, ale také turistů. Přehrada a její okolí je velmi atraktivní oblastí. V 60. letech toto místo navštívilo 60 000 turistů, v 90. letech se jejich počet zvýšil na 300 000.
Stavba měla kladný vliv na zemědělství. Zatímco v minulosti sucha a záplavy ničily úrodu, dnes stálý přísun vody umožňuje sklízet dvě a více úrod ročně. Zvýšil se tak objem zemědělské produkce a došlo také k rozšíření zemědělských ploch. Intenzivní zemědělství zajistilo soběstačnosti země v produkci některých potravin a snížilo se množství importovaných potravin. Navýšení produkce se týká zejména rýže a cukrové třtiny. Kromě zemědělských ploch byly pomocí regenerace krajiny rozšířeny také obydlené oblasti. Celkem se jedná asi o dva miliony akrů v oblasti východní, západní a střední delty. To umožnilo najít nový domov pro půl milionů rodin. Stavba přehrady také snížila nezaměstnanost v zemi.
Asuánská přehrada je nejen zdrojem vody, ale především levné a čisté energie. Objem vyprodukované elektřiny pokrývá 23 % celkové spotřeby energie v zemi.

## Negativa
Projekt výstavby Vysoké Asuánské přehrady je od počátku terčem kritiky. Odborníci upozorňovali zejména na ekologický dopad a katastrofické důsledky, jež mohou být spojeny se stavbou přehrady. Některé z obav se nakonec nepotvrdily, ale přesto existuje mnoho problémů, které jsou přičítány právě gigantické stavbě.
Z uměle vytvořené nádrže Násirova jezera se odpařuje obrovské množství vody, která způsobuje změnu mikroklimatu v okolí přehrady. Intenzivní srážky zasahují také velkou část Egypta.
Masa vody je podle odborníků příčinou seizmické činnosti v oblasti. Obrovský tlak vody způsobuje otřesy a odborníci se obávají protržení hráze následkem zemětřesení. Bezprostřední nebezpečí zatím nehrozí, neboť hráz nepoškodilo ani zemětřesení o síle 5,3 stupňů Richterovy škály v roce 1981, jehož epicentrum bylo vzdáleno 55 km od přehrady.
Přehrada ochránila deltu Nilu před nebezpečnými záplavami. Na druhou stranu bylo bahno přinesené velkou vodou zdrojem potřebných živin, které zúrodňovaly zemědělsky využívanou půdu v okolí řeky. Přehrada znemožňuje pohyb úrodného bahna po proudu a dochází k jeho usazování na dně Násirova jezera. Výsledkem je degradace půdy, kterou způsobuje také zvýšena salinita v důsledku změny režimu spodních vod. Zemědělci jsou nuceni ve velké míře využívat umělá hnojiva, což má za následek znečištění zdrojů pitné vody. Pravidelné záplavy také Nil čistily od odpadů z průmyslových podniků. Dnes je voda znečištěna těžkými kovy a řeka se tak stala nebezpečnou pro zdraví obyvatelstva. V okolí přehrady došlo navíc k rozšíření malárie, které podlehlo mnoho obyvatel.
Dalším problémem je zanášení zavlažovacích kanálů plevelem a řasami, jejich výskyt se zvýšil po postavení Asuánské přehrady. Od roku 1975 je růst vodního plevele omezován manuálním, mechanickým a biologickým způsobem a dnes je jeho výskyt plně pod kontrolou.
Přehrada má vliv na změnu režimu spodních vod. Výsledkem je zvyšování hladiny podzemní vody, která přímo ohrožuje archeologické památky v Thébách (Abú-Simbel, Philae, Kalabša, Amadea). Na jejich ochranu byl vypracován projekt, jehož výsledkem by mělo být snížení hladiny vody o dva metry. Mělo by se tak zabránit jejímu prosakování do staveb z pískovce. Památky jsou ve velmi vážném stavu, neboť za dvě desítky let utrpěly nejhorší škody za tisíce let své existence.
Je jisté, že přehrada má velký vliv na životní prostředí v zemi. Na druhou stranu byla pro místní obyvatelstvo velkým přínosem. Nejen, že ochránila obyvatele před záplavami, ale umožnila také zvýšit zemědělskou úrodu, elektrifikaci vesnic a měst a celkově se podílela na růstu sociální a ekonomické úrovně v Egyptu.